# 军事调处执行部
军事调处执行部（英語：The Executive Headquarters Peiping），简称“军调部”，是第二次国共内战初期设在北平的中国国内军事冲突调处机构，由国民政府代表、中共代表、美国政府代表组成，由“三人委员会”领导。

## 成立背景
1945年，抗日战争胜利以后，第二次国共内战面临全面爆发，美国政府应国民政府之邀，派员到中国参与国共双方的军事调停。于是美国总统杜鲁门特派前任陆军参谋长马歇尔五星上将为总统特使，来华进行军事调停。

## 目的
马歇尔1945年12月19日抵华后，1946年1月10日，国共代表张群和周恩来在《关于停止国内军事冲突的命令和声明》上签字，并连同上述停战协议交由国民政府主席颁布。三方成立了一个负责进行军事调停的由国民政府、中共、美国三方组成的“三人委员会”。其中，美国委员是马歇尔；国民政府委员起初是张群，后改为张治中/陈诚/徐永昌；中共委员是周恩来。为了避免国共双方的军事冲突，于是在“三人委员会”的领导下，根据《关于停止国内军事冲突的命令和声明》，1月10日国共双方签署《建立军事调处执行部的协议》。在北平成立了“军事调处执行部”（简称“军调部”），办公地点设在协和医院，国共两党各派一个班的士兵在门口担任警卫。军调部由三名代表组成，国民政府、中共、美国各派遣一名代表，由美方代表担任主席，一切事宜均须三名代表一致通过，三名代表均有否决权，下设38个执行小组，而这些小组的任务是分赴各地执行：
1. 停止冲突
2. 恢复交通
3. 受降日伪
4. 遣返日俘
5. 整编军队

## 调处经过
1946年1月11日，军调部美方执行处长白鲁德从重庆飞抵北平，筹备军调部。1946年1月13日，饶伯森、郑介民、叶剑英及各自随员共15人从重庆飞抵北平，住进北京饭店，作为临时办公点。1月14日开始办公。1月19日，进驻协和医院大楼办公，共方使用一楼，国方使用二楼，美方使用三楼。2月2日刘少奇主持中共中央书记处会议，决定在军事调处执行部内，由叶剑英、饶漱石、罗瑞卿等不超过七人组成一小委员会；以饶漱石为书记，对外用顾问名义；叶剑英对外负责。
1946年1月至3月，军调部派出23个小组，达成69项小组协议。
由于蒋介石坚持军事接收东北各地政权，一再声言军事调处不包括东北，东北内战愈演愈烈。1946年3月上旬，苏联军队开始从沈阳及其附近地区撤兵，国军即开始向东北民主联军发动大规模军事进攻。3月13日国军在苏军撤兵后抢占沈阳。从3月18日开始，分兵三路同时向南、向东、向北推进：
- 南路新六军主力由台安以南之新开河向辽阳进犯；
- 北路新一军沿中长路两侧北犯，并于3月24日占领铁岭；
- 东路第五十二军从沈阳沿浑河两岸向抚顺进犯

国民政府军事委员会发言人称：东北无内战，只是接收辽阳、抚顺。中共代表周恩来宣称：这完全不合事实，政府军以军队攻我军所在之抚顺、辽阳、铁岭，若不叫内战和军事冲突，则将来政府军可继续进攻任何中共地区及苏军撤退区，亦可不叫冲突，如此派执行小组何用。1946年3月25日，中共中央致电中共东北局书记彭真：“东北执行小组可能于数日内抵沈阳，我方小组代表为饶漱石。你处到沈阳代表建议由林枫或伍修权充任。除沈阳执行小组外，可能还须派出若干执行分组到抚顺、营口、彰武、四平街及其他苏军已经撤退而战争尚未完全停止之地方调处停战，请通知各战略单位派遣一二个了解该区全面情况的军政干部，到沈阳参加工作和充任执行分组代表。”3月27日军事调处三人小组周恩来、张治中、吉伦中将（1946年3月11日至4月18日美国总统特使马歇尔回国述职期间代职）签署了《关于派遣执行小组前往东北调处停止冲突的协定》规定：

军调处派遣一个执行小组到东北
1. 小组的任务，仅只限于做军事调处工作。
2. 小组只在中共军队和政府军队控制地区工作，不得进入苏军控制地区。
3. 小组应前往冲突地点或双方军队密接地点，阻止双方军队冲突，并作出公平调处。

1946年4月2日，饶漱石和美国代表白鲁德、國民政府代表赵家骧等乘坐美方专机由北平抵达东北局所在地梅河口附近的东丰机场，东北局书记彭真率林枫、李立三、伍修权等在机场迎接。饶漱石向东北局传达了叶剑英和北平军调部的意见：除了在沈阳成立第二十七执行小组（即东北执行小组）外，还要在抚顺、本溪、四平和辽西等地设立四个小组，东北小组的我方代表由东北局派负责干部担任。彭真等研究后，决定李立三用李敏然的名字与伍修权参加在沈阳的第二十七执行小组(即沈阳中心组)。其他各组的共方代表：
- 抚顺小组(后为海龙第30执行小组）为莫文骅
- 本溪小组(第29执行小组)为萧华
- 四平小组(第28执行小组)为耿飙
- 辽西小组为王首道

饶漱石还和美方代表白鲁德准将前往东北民主联军司令部会见林彪司令员。当日，李立三、伍修权等和饶漱石、美方代表白鲁德一起乘飞机去沈阳赴任。当晚东北行营主任熊式辉、东北保安司令长官杜聿明在中苏联谊社招待东北执行小组，饶漱石致词希望迅速实现东北的民主和平。这天晚上，饶漱石还致电延安及在重庆的周恩来：“沈阳警备司令部于美方、赵、饶等先行后，借故将40多人扣留机场三小时，强令原机返平，经美方交涉，已将全部人员送回。饶已向白鲁德口头抗议，要求警备司令部向我道歉，并保证我方人员的自由与安全。白同意转达北平、锦州。请对此事广为宣传，并在渝、平同时提出抗议。”
1946年4月至5月，关外大打（四平街保卫战），军调部很难在东北达成停火协议。5月中旬，饶漱石和李立三等执行小组的中共负责人乘坐美国提供的飞机，经北平去延安，向中共中央汇报工作。至此，饶漱石在军调部的活动结束，其在东北执行小组的中共代表职务由李立三接替。
1946年5月5日，周恩来在随员宋平、章文晋、何谦等陪同下，同國民政府代表徐永昌同机飞抵汉口。马歇尔因事不能前往，指派北平军调部执行处处长白鲁德准将为代表，也于同日由北平飞抵汉口。徐永昌到汉口后托病不前，派武汉行营副参谋长王天鸣做他的代表。5月6日早上，三方代表及随行人员，会同军调部第九、第三十二执行小组的三方代表及新闻记者60余人，分乘4辆吉普车和2辆军用卡车，向武汉以北100多公里的宣化店进发。5月8日上午11时到达宣化店，下午14时许，在宣化店湖北会馆举行军事调停会议。新四军第五师师长李先念指責國軍破坏停战协议，是假和谈，真备战。周恩来在会上指出：中原战争如果爆发，必将宣布和谈结束，成为内战的起点。5月9日上午，军调代表与记者团一行离开宣化店，下午回到武汉。迫于事实和中外舆论的压力，5月10日下午三时在汉口杨森花园，三方代表签订了制止中原内战的《军事三人小组关于停止中原内战的汉口协议》，简称《汉口协议》。具体如下：

军事三人小组政府代表徐永昌，中共代表周恩来，美方代表白鲁德，赴鄂调查军事冲突，十日在汉获致协议，并同时发致北平军事调处执行部、武汉行营及中共中原军区司令部，三人会议一致决议下列各项，发致上述指挥机构转令长江以北各有关部队实施之。

（一）上述双方指挥机构之指挥官，应即下达命令，制止本地区之小规模战斗及步哨冲突。

（二）凡违反原停战协定之部队移动应立即停止，但停战命令中所规定允许之部队调动，如为行政上之调动者，可继续实施，惟应事前通知执行小组。

（三）上述地区内应立即停止新碉堡及永久工事之建造。

（四）双方指挥官应迅即于司令部以及对峙部队单位内互派必要之连络军官，此项连络军官应与执行小组取得联系，以确定对峙部队之界线，为其主要任务之一。

（五）同意运送中共军伤病兵一千名，眷属一百人，及照顾与医务人员共六十人。此项人员由中共中原军区运至安阳，并定五月十五日为起运日期，其详细办法应依照第九小组三方议定之手续行之。双方应下达命令予各级指挥官，保证此项运输不得迟延，同意由双方指挥官立即交换被拘人员名册，凡确定为政治犯或战俘，应于本年六月一日前释放之。

（六）同意保证中共军为整军而复员人员，由中共中原军区地区，至其目的地途中及到达后之安全，但此项人员于复员还乡之前，应由中共中原军区造具名册，注明目的地及所经路线，送交武汉行营，并保证此项人员确系还乡，不携带武器，并持有护照者。本协定对北平军调部过去之训令及将三人小组关于本地区基本问题或将获致之协议并无妨碍或影响。

上列文件系由政府代表徐永昌，中共代表周恩来，美方代表白鲁德签字。

签字时乃为民国三十五年五月十日下午三时，签字地点在汉口杨森花园。

《汉口协议》的签订，使发动全面内战的时间表受到了约束，虽然在协议签订后的一段时间内，国军仍然未停止向中原部队的进攻，但是大规模的全面内战终究推迟了一个半月。这一推迟，为共军在全国各战场的反击准备工作提供了时间，对全国的政治、军事形势也带来了很大的影响。在这期间，中共中原部队将1160名伤病员、100名眷属及60名医务人员经由安阳车站合法转移到了华北解放区，另一部分人员也以整军复员的方式疏散还乡，这就精简了部队，便于做好突围前的各项准备工作。5月10日，周恩来和徐永昌、白鲁德飞返南京。
1946年6月14日，美国国务院正式向国会提交军事援华法案。同一天，白宫与国民政府签订一项由该法案所提出的《中美处置租借法案物资协定》，规定美国将保证供应国民政府以充分的军火和器材。 6月22日，以中共中央毛泽东主席的名义公开发表声明，坚决反对美国的军事援蒋法案，批评：“美国实行所谓军事援助，实际上只是武装干涉中国内政，只是以强力支持国民党独裁政府继续陷中国于内战。分裂、混乱、恐怖和贫困，只是使中国不能实现整军复员和履行其对于联合国的义务，只是危害中国国家安全独立与领土主权完整，只是破坏中美两大民族的光荣友谊与中美贸易的发展前途。”这是自1946年1月停战以来，中共第一次公开地、全面地谴责美国的对华政策。这表明中共对美政策已开始发生根本性的恶化。中共已不再信任马歇尔的“公正”了。自此，停战谈判与调处再无实际作用。
1946年6月底，国共内战全面爆发。至1946年9月底，马歇尔八上庐山也无法调停国军停止进攻。7月29日，安平事件使共方与美方直接发生军事冲突。1946年9月27日，三方签署协议，关内保留太原、沁县、临汾、邯郸、新乡、泊头6个小组，其余全部撤回北平；关外由8个小组缩减为3个。
1946年10月至1947年11月，随着傅作义攻陷张家口、在南京召开国民大会，周恩来于10月飞回延安，军调工作彻底停止。11月22日，各小组的共方人员撤走，变成了二方小组。1947年1月8日，马歇尔返美。1947年1月29日，美国驻华大使馆宣布结束与三人委员会及北平军调部的关系。1月30日国民政府宣布由于美方态度，解散三人小组与北平军调部。2月7日，美方第一批人员撤走。2月11日，共方人员开始撤走。1947年2月21日，叶剑英率最后一批共方人员从北平飞回延安。军调部历时一年另一月。

## 组成
军调部中，国民政府首席代表是军令部第二厅厅长郑介民，参谋长是蔡文治；中共首席代表是叶剑英，参谋长是罗瑞卿；美国首席代表是美国驻华大使馆罗伯逊（即饶伯森，美国驻华大使馆临时代办，商务参赞） ，参谋长是海斯。军调部只对“三人委员会”负责。下设29个执行小组，7个交通执行小组。
最初编制为美方125人，国共各170人。后来军调部最多达9,000人，其中国方2,600余人，共方600余人，美方6,000余人，配有足够的飞机、汽车，每月经费4亿元。

### 国民政府方面
- 军调部国民政府代表团首席代表：郑介民
- 军调部国民政府代表团参谋长：蔡文治
- 军调部国民政府代表团副参谋长钮先铭少将
- 军调部国民政府代表团调处处  处长：陈瑜 少将
- 军调部国民政府代表团交通处长：张六师少将
- 军调处国民政府代表团办公室主任：唐保黄，后改为黄天迈
- 军调部国民政府代表团整军处处长 董家瑞少将

### 中共方面
军调部中共代表团驻地南河沿翠明庄。后移住北平饭店，中共方代表团住二、三层，美国代表团住四、五层，国民党代表团住六、七层。代表团从张家口搞来两辆德国造的两轮摩托车，性能很好，跟踪的外线国特的交通工具跟不上。
- 军调部中共代表团首席代表：叶剑英中将，住所在景山东街，称叶公馆。 
  - 叶剑英办公室：以外事方面的工作为主
- 军调部中共代表团参谋长：罗瑞卿中将/薛子正上校代理参谋长
  - 军调部中共代表团参谋长办公室：负责备忘录编写
    - 中校参谋杨尚德（晋察冀第二野战军/冀热辽军区司令部作战科科长）
    - 秘书兼翻译董越千
    - 口译组负责人黄华
    - 口头翻译林仲
    - 翻译组长柯柏年、章文晋
      - 翻译沈容（女）、林展（女，东江纵队政治部敌工科长）
      - 两名聘请来做文书工作的女同志：王光美、陈舜贻

    - 参谋刘记光
    - 两名速记员
    - 医生马海德（实际上负责英文稿的把关）
    - 电台台长陈士吾
- 军调部中共代表团副参谋长：张经武少将
- 军调部中共代表团顾问饶漱石中将
- 军调部中共代表团军事顾问滕代远中将（十八集团军副参谋长）
  - 滕代远的秘书李新
- 军调部中共代表团顾问徐冰  领导北平地下党组织
- 军调部中共代表团秘书长：李克农少将
- 军调部中共代表团秘书处处长：冯铉 副处长陈叔亮
- 军调部中共代表团执行处：处长宋时轮少将（山东野战军参谋长）。副处长：李聚奎少将（冀热辽军区参谋长）  聂洪钧
  - 计划执行科 科长雷英夫
- 军调部中共代表团交通处：处长耿飚少将 副处长黄逸峰少将、武可久上校（代处长）。秘书刘华峰
- 军调部中共代表团新闻处：处长黄华少将 副处长张香山（晋冀鲁豫军区政治部联络部部长） 组长：龚澎
- 军调部中共代表团整军处长：陈士榘 科长何振亚
- 军调部中共代表团行政处：处长伍云甫。帮办荣高棠中校
- 其他人员：杨迪

1946年1月13日军委三局派申光到北平任军调部第三组组长组长，负责中共代表团的通信联络，陈士吾为电台台长。
《解放》三日刊社和新华社北平分社，驻方壶斋9号。代理社长兼总编辑钱俊瑞(社长是徐特立)、副总编辑姜君宸等29人。特派记者李普、刘白羽、周而复、仓夷。
1946年2月初，饶漱石顾问和罗瑞卿参谋长到延安向党中央和毛泽东汇报军调部的工作情况，并请示今后的工作方针。罗瑞卿等向毛泽东汇报中讲在军调部的国民党代表根本不讲道理时，毛泽东说，什么叫道理？你想要讲的话就是道理，他们不讲道理，我们讲道理。当讲到在军调部工作的同志担心做不好工作，怕影响全局时，毛泽东鼓励说，你们尽可以放手工作，会不会影响全局，不在军调部。当请示今后的工作方针时，毛泽东说:坚持实事求是的原则，对国民党提出的假情报，要坚决驳斥，顶回去。
以后叶剑英对派遣执行小组的问题作了一些具体的规定：
1. 我军力量薄弱的地区，要争取派遣执行小组，防止敌人进攻
2. 敌军集结的重点地区，要配置执行小组，以监视敌军的调动
3. 敌人可能用的港口，应争取派执行小组，以防对方通过港口运兵
4. 敌人准备进攻的重点地区，必须派出执行小组，以制止敌人的进攻和揭露他们的阴谋。

### 美国方面
- 军调部美国代表团首席代表：罗伯逊（即饶伯森，美国驻华大使馆临时代办，商务参赞）
- 军调部美国代表团参谋长：海斯凯（海克斯）海军上校
- 军调部美国代表团执行处长：白鲁德准将
- 军调部美国代表团交通处长：奚尔

### 第1执行小组
1946年11月18日，集宁军事调处执行“三人小组”成立。国方代表林光炯(宪兵第17团团长）/尹汉初/蔡文猷，共方代表孙志远(晋绥三纵副政委，后王再兴上校、张寒石)，美方代表克瑞格（克拉克），后为窦奎斯。驻集宁桥西二马路。1月25日，集宁“三人小组”和随行记者一行10余人，由北平飞抵归绥视察。双方举行会谈，交换意见。会谈唯一焦点在于恢复1月13日零时之双方部队态势。出席会议者有：共方代表孙志远，国方代表林光炯，美方代表克拉克，第十二战区参谋长李世杰，主任董其武。2月13日，集宁“三人小组”共方代表王再兴，国方代表尹汉初，美方代表窦奎斯等一行10余人，乘飞机到归绥视察，就划定缓冲线等问题进行会谈。并成立联络组，双方商定：
1. 、由共产党绥蒙军区和国民党十二战区互派联络官，驻对方司令部所在地，各设通讯电台一部，工作人员对等，以便双方直接保持联系。
2. 、联络官兼任“三人小组”各方代表之一，佩戴军调部制发的三环布质臂章和铜质圆形证章，作为成员，出席“三人小组”会议。

3月4日，最高“三人小组”马歇尔、周恩来、张治中三人偕同军调部三委员叶剑英、郑介民、罗伯逊和马帅助理吉伦、白普德以及新闻记者等一行30余人，乘专机两架抵达归绥视察停战情况。十二战区司令长官傅作义致词：“衷心要求迅速恢复交通，以和协的精神完成和平统一，民主建设任务”。周恩来将军致词：“和平民主，团结统一，共产党百分之百实行”。张治中将军致词：“只有和平才能建设，才能改善人民生活”。马歇尔元帅致词：“中国立刻统一团结，才能得到应得地位”。参加会议的有马占山、董其武、李世杰参谋长、张潜副参谋长等高级幕僚人员。会议结果是国共双方部队即以1946年1月13日的现驻位置划定军事分界线，停止军事活动。随行记者有中央社赵孝章、新华社周而复、大公报徐盈、华北日报赵效沂、上海申报张剑梅并美国记者4人。会谈结束后，马、周、张等一行当日离开归绥。3月上旬，联络组成立。绥蒙军区联络官是绥蒙行署粮食局局长潘纪文上校，十二战区联络官是上校参谋刁可成(后由王越上校接任)。分别在归绥公教医院大院、集宁桥西二马路开始调处争议工作。
3月下旬以来，国共双方在缓冲地带上仍有军事冲突发生。双方联络官又一起视察了北起陶林，南止凉城、和林之线防地情况。
7月下旬，集宁“三人小组”共方代表张寒石、国方代表尹汉初、美方代表窦奎新，联络官王越一行10余人乘飞机到归绥访问。9月初，十二战区派周北峰为特派联络官，赴共产党晋绥军区司令部进行“和平交涉”。双方联络官潘纪文、王越参加会谈。会谈内容是：“八路军解围大同，傅部不攻集宁”。会谈进行中，傅部已越过缓冲线袭击卓资山，并继续向东推进，对此，共方提出抗议，会谈终止。紧接着集宁外围情况吃紧，形势突变，联络官王越随即返回集宁，出席“三人小组”紧急会议。特派联络官周北峰、电台台长李畅森、电台手摇机兵等人，转移延安。9月10日，十二战区步、骑部队向集宁发起进攻，经四昼夜激战，占领了集宁。战后“三人小组”乘飞机回到北平，该组宣告撤消。经双方协商，驻归绥的共产党方面的联络组人员被送往大同，由大同第五军调“三人小组”接待，转回解放区。在延安的国民党方面的特派联络官周北峰等人，被送往已移驻张家口的十二战区。

### 第2执行小组
1946年1月19日飞抵热河省赤峰。执行小组住赤峰市内二道街东段原日本驻赤峰领事馆。国方代表谷礼汉上校/韦佩上校/马俊之中校/鄂保光中校/徐鹏飞少校。中共代表：联络官杨建中代理/段苏权少将（八路军热河军区司令员）/李德仲上校/3月15日向仲华上校/李逸民上校。美方代表罗铁特（杜锐孟·德梯乐上校）/裴斯礼上校。1月23日苏军撤离赤峰，向林西方向退去。
1946年1月19日第五十二军第2师攻占八路军军队控制的天义，并以收编的满洲国军、土匪盘踞此地。1946年2月6日，第十三军第54师从天义出发，分两路向解放区进攻，一路进攻八路军早已进驻的大明城，另一路抢占八路军早就控制的榆树林子。2月8日占领必斯营子。2月9日两路合击八路军驻守马架子的部队。2月14日占据黄土梁子。
9月28日美方和国民党代表乘飞机返回北平，赤峰三人小组解散。12天后的10月10日，赤峰被第九十三军占领。

### 第3执行小组
位于太原。国民政府代表邹陆夫少将（军统，后由杨文杰接替），阎锡山代表郭宗汾中将（第二战区参谋长）、共产党代表许光达（晋绥三纵司令员，后由陈赓少将、张连奎、刘建勋上校、张纯青少校参谋）、美方代表赫利上校（也译为和礼，后由艾克接替）

### 第4执行小组
位于徐州。中共代表王世英少将（八路军副总参谋长兼中央军委政治部国军工作部部长）/韦国清少将，副代表魏玉国。国民党代表李树正少将（徐州绥靖公署参谋长）/谢慕壮，美国代表是何华德上校（即郝礼士）/哈瑞士（即海锐斯、黑里斯）上校。

### 第5执行小组
位于张家口。国方代表郭亚生少将。中共晋察冀军区代表易耀彩/后赵尔陆少将。美方代表赫礼士陆军上校。

### 第6执行小组
驻山西沁县。中共代表刘建勋上校

### 第7中心执行小组
驻山东济南。为中心组,负责山东境内其他小组的联络,并赴各地帮助调处军事冲突。中共代表陈叔亮上校/邝任农上校/黄远/房众夫/于一星，国军代表涂叙五上校/罗幸理（二绥区副参谋长）/张叔衡上校（二绥区三处副处长），美方首席代表为雷克上校（美国顾问团驻四方面军第十八军的顾问组长）。

### 第8执行小组
负责华南地区的军队调处问题。驻广州沙面大街68号。1946年1月25日，军调部第8执行小组一行6人由上海飞抵广州。主要就是曾生的东江纵队处置问题。共产党方面的组长是方方少将；国民党方面组长是黄维勤少校（后黄维勤赴美留学，由广州行营主任张发奎的作战科长罗晋淳继任）；美国方面组长是米勒上校（后可耶中校继任）。除方方外，参与谈判的还有廖承志、林平（尹林平）、曾生。中共翻译员林展。
1946年4月2日就“东江停战”和“东江纵队北撤”问题签署了《联合会议决议》。《联合会议决议》三项原则
- （1）登船地点：大鹏湾。
- （2）人数：二千余人（不得超过三千人）。
- （3）时间：自开始调查之日起，至登船之日止，以一个月为限，不得超出。

《联合会议决议》十项决议
- （1）广东省内和东江以南、东江以北、以及广东北部三地区的中共武装人员二千四百人（其中包括妇孺三百人），在大鹏半岛集中，用美国轮船运到山东烟台登岸。
- （2）上述人员的集中及登船的准备，自第八执行小组派出联络小组出发调查开始之日起，共一个月。距大鹏湾较远的地区（粤北）人员，若不能及时赶到，须宽限时日，要呈报三人委员会决定。
- （3）在中共武装人员集中大鹏半岛期间，以及登船之前，大鹏半岛葵涌、王母圩等地的国军应撤离该区若干距离，以便中共武装人员集中。
- （4）在中共武装人员集结及行军、登船过程中，广州行营要绝对保证他们的安全，并要特别令其所属，不得有任何攻击行为。
- （5）上述中共武装人员集中转移过程中，广州行营同意代购粮食或供款给他们购粮，广州行营方面并同意在运输、医药等方面给予一切可能的协助。
- （6）为执行上述决议，军事调处执行部第八执行小组应以三人委员会代表机关的资格迅速组成并派出三个联络小组，分别携带电台到东江以南、东江以北、以及广东北部三个地区进行调查，及协助中共武装人员到大鹏半岛集中登船，各联络小组均包括国民党、共产党及美国三方面的各一名代表。
- （7）广州行营派出宪兵若干人供第八执行小组及其联络小组使用，随同联络小组出发，其人数与任务均由第八执行小组决定。这些宪兵随同联络小组执行职务期间，须接受第八执行小组及其联络小组之命令。
- （8）中共方面的林平少将于决议重要原则确定后，即乘飞机出发，于三日内陪同中共武装人员代表曾生少将及其代表，以及中共方面的联络小组人员前来第八执行小组，以便和广州行营代表共同商讨撤退中共武装人员的具体细则。三日之后，即作为“调查开始日期“。国民党方面允许保证上述人员公务来往的安全及提供交通等方面的便利。
- （9）关于决议各点执行的具体细则，由第八执行小组与广州行营代表及中共武装人员共商决进行。

（10）本决议经三方面签字后，即付诸实施。”
《联合会议决议》附则
- （1）要求国民党保证我方复员武装人员及其家属的生命安全。
- （2）琼崖纵队的问题。
- （3）我方电台遭受破坏的问题。

因北上迎接八路军南下支队等原因，中共华南武装部队在粤、赣、湘三省的七十多个县的各部队于一个月内集中到大鹏湾的鲨鱼嘴上船是非常困难的。军调部第八执行小组5月25日建立了江南支组、江北支组、粤北支组共三个支组，通知和协助中共华南武装部队北撤。
- 粤北军事调停支组，美方代表是纳尔逊上尉；粤北支组的中共代表有杨康华、临时代表李大雄，而陈培兴则以粤北部队代表身份参与三人小组的谈判；粤北军调支组的国民党代表是黎国熹中校。

军事调停部粤北支组谈判地点是在粤北的南雄县岭南酒家。
在谈判初期，蒋介石密令国民党广州行营主任张发奎上将“限期肃清行营辖区内残匪”，力图在谈判桌上制造“广东境内没有中共武装部队”。
1946年7月，东江纵队北撤，第8执行小组完成使命，美、国、共三方代表均回到北平军调部。

### 第9执行小组
位于汉口。负责中原战场。国方首席代表邓为仁少将，代表李学坤。中共方面组长是薛子正上校，代表张文津（新四军五师参谋处副处长）、邝林（新四军五师政治部联络部长）、王震、任仕舜。美方首席代表是美国驻汉口空军司令格瑞夫斯，代表伯利赞中校/福特。
1946年5月底，第九小组护送新四军五师伤病员300多人，由宣化店经广水乘火车北上去邯郸，因铁路被破坏，只到许昌就下车了，由黄镇接收。
1946年6月底，中原突围。7月汉口小组撤回北平。

### 第10执行小组
位于河南新乡。负责东至商丘、西至洛阳、南至郑州、北至安阳。国民党方面组长是曾乐陶，美方代表是柯敏士/福格逊，中共代表是太行军区副政治委员黄镇少将，代理代表马适安。

### 第11执行小组
位于热河省承德。中共方面组长是陈伯钧少将/4月3日后为段苏权少将。国军代表岳昌赢上校。美国代表葛瑞夫上校与克拉克中校。 3月20日，第十一军调小组签订了《叶柏寿协定》，决定国民党建平县长徐文亮及保安队回建平负责全县县政，八路军及地方部队不得妨害。3月22日，又签订了《凌南协定》，承认土匪于大川部为国军，驻守建昌。4月3日，冀热辽军区司令员肖克召见了第十一军调小组全体成员，严正声明不承认《叶柏寿协定》和《凌南协定》，并派段苏权接替陈伯钧的工作。 8月26日，国军对热河解放区发起了全面进攻。翌日，第十一军调小组撤出承德，不久即撤销。

### 第12执行小组
位于石家庄。国方代表胡屏翰。中共代表陶希晋少将/徐德操。美方代表葛瑞波。

### 第13执行小组
位于山西大同。国方代表温天鹤中校。中共代表李波中校。美方代表麦克尔中校。

### 第14执行小组
位于临汾。中共代表：张子强上校

### 第15执行小组
驻山东德州。国方代表刘金铭上校。中共代表宋绍德少校/（渤海军区联络部部长）符浩上校。美方代表怀特中校。2月5日从北平到土桥镇，经3次会晤，2月8日达成临时协议。国军（原为伪军）驻德州指挥官王继祥中将（山东绥靖第一纵队司令兼德州城防司令）、渤海军区代理司令员袁也烈在协议上签字。6月10日渤海军区攻占德州。

### 第16执行小组
驻山东泰安。中共代表华诚一中校

### 第17执行小组
位于江苏淮阴。1946年3月7日成立。国民党方面组长是杨超上校/萧凤歧上校/张家祥中校。中共代表韩念龙上校（华中军区副参谋长），严振恒中校、蒋克定中校、秘书金子赍、翻译蒯斯薰以及新华社记者吴青（女）、樊发源等。美方组长亨利•邓克（Henry Denk）中校/福格生（Col. J. K. Foruoon）/屈蓝吉上校，翻译杨存裕。

### 交通管理第18执行小组
位于河北泊头。中共代表傅继泽上校

### 铁道交通平汉路第19执行小组
驻河南安阳。国方代表彭古农。中共代表雷任民上校。美方代表柯尔中校。

### 交通管理第20执行小组
驻北平南口。中共代表蔺子安上校（晋察冀军区兵站部副部长、平绥西段交通管理处处长、西合营运输司令部司令员）

### 交通管理第21执行小组
1946年2月26日组成。位于山东高密。中共代表武可久上校，副代表辛冠吾（胶东军区政治部敌工部副部长）；国民党代表黄靖，副代表李先良；美国代表狄克琛，副代表摩尔。4月1日,北平军调部组织人员赶赴高密,会同高密小组解决胶济路东段交通恢复问题。赶来高密的军调人员共计13人,其中包括北平军调部交通管理科国民党代表陈麓华、共产党代表黄逸峰、美方代表希尔,以及济南小组（国民党代表涂叙五、共产党代表邝任农、美方代表奈普等）、泰安小组的部分人员。在高密城外的天主教堂,他们听取了高密小组三方代表的汇报。第二天,乘火车赶往蔡家庄站,召开联席会议。参加会议的八路军代表,为胶东军区第五旅(简称胶东五旅)旅长聂凤智。国军代表是暂编十二师师长赵保原(也称赵保元)。4月24日,武可久到济南小组汇报工作返回高密。当他行至蔡家庄站北的姚家庄时,驻守蔡家庄站的国民党暂编十二师阵地突然飞来的炮弹,将护送的两名战士和当地一名群众炸伤。因急着赶回高密,武可久于4月26日偕随员再次上路。当武可久一行到达蔡家庄站附近的一片坟地时,竟然又遭炮袭。武可久右耳被震聋,带伤再次折返凰瑞埠。为制止此类恶性事件,济南小组与高密小组联合,于5月8日再次在蔡家庄站举行会议,对停止冲突问题达成了协议。5月9日下午1时,第八军指使厉文礼部、张天佐部共千余人,向潍县城东北的丁家庄村围击。5月20日，当军调第21小组中共副代表辛冠吾由高密乘火车返部述职路经蔡家庄站赵保原的驻地时被绑架，遭严刑拷打就义。

### 交通管理第22执行小组
位于枣庄。中共代表甘重斗（执行部派来的）/陆学斌上校/曾希圣（华东局），秘书长韩去非。国民党代表段志经（段之经）、王刚。美方代表梅希亚（梅西亚）。

### 交通管理第23执行小组
驻侯马。国方代表沈国辅。共方代表熊伯涛。美方代表贝尔。另有23小组驻晏城，国军代表雷奋强少校，共方代表糜庸上校。

### 交通管理第24执行小组
驻江苏徐州。负责津浦路兖州至浦口、陇海路商丘至海州段已毁坏铁路的修复事宜。中共代表王少庸上校；国民党刘永芳中校，美国代表的戴陶尔中校。 

### 第25执行小组
1946年7月29日发生安平事件后，8月1日组成第25执行小组专门调查。8月14日先遣小组中共代表杨尚德中校，副代表辛毅少校（电影《停战以后》的编剧，解放后曾任北京市委副秘书长）；国民党代表王其昌上校；美方代表米尼芝少校等。
23日，第二十五小组分小组下午抵达香河，成员为美方的沙文（Chauvin）上校等五人，国民党方面吴能定中校、译员张义、联络官史子钧少校等三人，中共代表为武可久上校、参谋金子谷少校和译员杨诚。
正式小组中共代表黄逸峰少将，副代表张蕴钰上校、雷任民。国方代表吴能定、张叔衡。美方代表戴维斯、马丁。

### 第26执行小组
位于热河省朝阳县。国民党代表是马上校，美方代表是海军上校汉夫，中共代表李逸民上校（冀热辽军区政治部宣传部长）。隶属于承德中心执行小组。

### 沈阳第27执行小组/军调部长春分部
3月27日军事三人小组在重庆签署了《关于派遣执行小组前往东北调处停止冲突的协定》。此时东北的军事冲突规模尚不大。共方决定以饶漱石中将为沈阳中心执行组组长。4月2日，耿飚、许光达少将、张经武、王首道和李聚奎（担任小组党支部书记）等30余人从北平飞沈阳。北平军事调处执行部派饶漱石乘美方的专机到达梅河口附近的东丰机场降落，彭真、林枫、李立三与伍修权等去机场迎接，与饶漱石见了面。饶漱石向东北局主要领导传达了北平军调部和叶剑英的意见，说要在沈阳成立第二十七执行小组，下属几个分组，小组成员由东北局派主要干部参加。彭真、林枫等研究后，决定李立三和伍修权参加军调小组，并让李、伍二人马上随饶漱石乘飞机去沈阳赴任。到沈阳后，第二十七小组正式成立，饶漱石中将任组长，李立三（化名李敏然）任政治顾问，伍修权是手下没有一兵一卒的参谋长，住在沈阳潼关街中段的中苏联谊社（伪满时期“奉天大厦”）的七层楼上。国民党代表赵毅中将（灯塔县人，第120师参谋长、师长，第109师师长，第七十七军副军长、第三十二军副军长、后任松江省保安副司令、辽宁省政府委员兼保安司令、国防部第二（东北）军法执行分监部主任），在抗日战争中同中共有过联系，对中共的态度比较好。后国民党情报人员发现赵与中共关系相当密切，对中共斗争不坚决，很快把他撤换了。替换为蔡宗濂中将（双城县人，軍政部參事），手下有两个少将助手和不少工作人员。1946年8月中旬起为邓为仁少将（后任国防部二厅第三处少将副处长）。美方代表开始是戴梯乐上校、许尔曼，后来是泰勒上校。
第二十七小组下属几个分组：沈阳以东地区的抚顺方向的组长莫文骅，本溪方向组长萧华，沈阳以北的四平方向的组长耿飚，沈阳西部地区组长王首道。
四平战后饶漱石调回北平，由李立三负责，伍修权做副手。不久，东北局又把李立三调回哈尔滨，小组由伍修权负责。小组也由沈阳迁到长春。共方住在比较小的东北旅馆里，国方住中国旅馆，美方大和旅馆。1946年8月小组改为分部，由沈阳迁往长春，下设七、八个执行小组。1946年11月伍修权调回解放区，由少将任首席代表，其他人员还有张经武/谭政/耿飚/冯铉，还有新华社记者刘白羽、周而复、英文翻译柯柏年。翻译兼秘书李汇川由北平派遣，原是西南联大学机械的；其妻子周砚也是翻译。二十七小组下属的分组也有了改变，原来抚顺、本溪和四平等地的分组都撤销或改为独立小组，重新成立了几个分组：德惠分组的组长袁任远，双城分组的组长高铁上校（新民县人，三五九旅政治部副主任），齐齐哈尔分组的组长朱光。因为长春、德惠在国民党占领区里，国民党也在双城、齐齐哈尔等地设了两个分组。
美方罗伯特·德雷克中校、亨利·白瑞德将军、达文波特中校。
1947年1月16日，长春警备司令部督察处十多名荷枪实弹的军警闯进军调部长春分部中共代表团住处，强行夺取电台及零件、工具等，并限制人员行动自由。叶剑英为此向国民党代表提出强烈抗议，指出这是破坏和平，打击军调部严重暴行，并要求发还电台，恢复中共人员自由。鉴于长春督察处明目张胆的迫害活动，中共代表团无法正常工作，且身处危险境地，中共代表团奉命离开军调部长春分部，回到哈尔滨。

#### 辽西小组
法库事件背景为：由伪满警察队改编的东北保安第六师十六团，由伪满森林讨伐队长程斌以保安第6师副师长名义率领，配属东北保安司令长官部直属的一个炮兵营，并国民党县长巫国英、国民党县党部书记长靳易直、三青团分部主任刘中兴等一班人马，把强占法库县城的时间从6月8日往前提到6月6日。法库县民主政府上报“军事调停处执行部东北区办事处”。8月2日，军事调停“三人小组”来到法库，共方代表王首道少将、国民党代表董承烈上校（天水人，军统分子）、美方代表诺尔曼少校，住在东街发电厂（今熔断器厂）院内。另有地方代表参与谈判。辽西（辽吉）一地委宣传部长褚凤岐以军分区政治部主任名义被抽调参加法库事件的调处工作。

### 第28执行小组
位于四平街。国民党方面组长是王照堃中将（辽宁法库人，曾任骑兵第六师师长、骑兵第二军副军长、军长，第九十六军副军长，东北剿总骑兵中将副司令等职）/刘建义/王天任（通辽人，曾任骑兵第三军副军长，第169师少将师长，辽北省政府委员兼辽北省党部委员。后任暂编第55师师长），中共代表耿飚少将。美方代表科雷上校/贺恩斯。
国方成员吴能定中校、丁崇伟少校、周继群上尉。共方成员张松涛中校。
第二十八军调小组于1946年4月初抵达沈阳，国方以种种理由阻挠第二十八军调小组去前线。经共方代表力争，4月9日才从沈阳火车站乘车出发抵达开原。军调小组和随行工作人员近10人，美方和国方代表住在第七十一军驻军司令部，中方代表住开原的福宾楼饭庄楼上，由国军一个排为中共代表执行“保卫任务”，在福宾楼大门后院、楼梯口、卧室、门外均有岗哨，侧面房间由长官部派来的电话员和林炳镛少校参谋和两名便衣特务，中共代表及工作人员出入福宾楼也有人跟随，叫茶房去买香烟也有武装“保护”。4月10日下午9点半，林炳镛少校率14名全副武装的军人勒令中共代表团的电台停止工作，耿飚向他们要书面命令，回答说没有，要打电话告知美方代表和长官部，电话员拒不接线，迫使中共代表与外界联系中断。军长陈明仁拦截，不得进入前线。直到6月上旬，才允许到四平及梅河口、西安等地区。第二十八小组在四平除进行礼节性的拜访外，别无他事可做。1946年12月25日，军调小组美方代表及随行人员在天主堂望圣诞节“子时弥撒”翌日在寓所内宴请四平教区主教时俊生、神甫历德铭（均是加拿大籍）。1947年2月5日，辽北省及四平各界分别于上午10时和下午17时举行欢送军调二十八小组美方代表团回国大会，国民党辽北省、四平市党政要员劉翰東、陈明仁、林耀山、高翔翎等人出席并赠送锦旗、礼品。

### 第29执行小组
最开始负责抚顺，后改为海龙。国民党方面组长是郭琦少将（东北保安司令长官部补训处副处长）/韦佩/王照堃（辽宁法库人，曾任骑兵第六师师长、骑兵第二军副军长、军长，东北剿总骑兵中将副司令等职），中共代表莫文骅/谢甫生/许光达少将。美方代表莱雷。

### 第30执行小组
位于鞍山。国民党方面组长是王天任/郑明新少将（第五十二军副军长），中共代表萧华/张经武少将/李力果（本溪市委书记）。美方代表戴文波。

### 第31执行小组
位于河北永年县。中共代表赵海枫/王育民上校

### 第32执行小组
1946年5月9日进驻宣化店。中共代表任士舜中校，国民党代表陈谦上校/卢济时（武汉行营参谋处副处长）/李柱流中校、美方代表哈斯克上校/白罗素中校/何桂竖上校。

### 第33执行小组
6月17日，经吉辽军区同意，允许沈阳第27执行小组美国代表德莱克进入蛟河调查。当日下午3时，两架国军飞机在蛟河上空投弹并扫射，打伤东北民主联军驻军战士4人，打死马1匹。美国代表亲历轰炸扫射。6月20日，德莱克偕国民党代表李振泌与中共代表刘兴元等会谈。
1946年7月组建派出第33执行小组。位于吉林省吉林市、拉法。 国方代表蔡文猷。中共代表王振上校，副代表孔石泉。美方代表德莱克。专门到拉法、新站调查破坏停战协议的责任问题。谈判地址设在新站铁路医院。围绕“谁开的第一枪”进行辩论，前后共开了十几次会议，永远达不成共识。国民党代表提出要深入到敦化、延吉一带调查。王振坚持新站以西可以调查，以东不行。这样，执行小组考察了中共的新站防区和国军的老爷岭防线。直到10月25日，国军在南满发动大规模新攻势，执行小组召开最后一次会议，以国共双方相互提出抗议而告结束。

### 第34执行小组
1946年7月组建派出。位于吉林省德惠。国方代表黄界新中校。中共代表袁任远少将。美方代表马丁（马亭）。主要负责监督和处理国共在德惠的松花江铁桥问题上的军事摩擦。国军在德惠境内的松花江维修铁桥，以备向江北进攻。北岸的东北民主联军则炮击干扰其修桥，防止国军进攻。德惠第34执行小组三次到事发地点进行调查，开过三次会议。

### 第35执行小组
1946年7月组建派出。位于松江省双城县。国方代表章沛霖上校。中共代表李初黎少将。美方代表克扎。

### 第36执行小组
1946年7月14日组建抵达嫩江省洮安县（白城子）。后迁齐齐哈尔。 国方代表陈公略/朱戒吾。共方代表朱光上校（嫩江军区政委）。美方代表巴鲁上校。7月16日，执行小组三方代表及新华社记者一行8人，乘车到达开通。7月22日，执行小组由白城子赴郭前旗。8月19日在郭前旗七家子（今吉林省松原市前郭尔罗斯蒙古族自治县吉拉吐乡七家子村）调查国民党代表称东北民主联军在七家子一带进攻国军一事。

### 青岛执行小组
中共代表姚仲明

### 聊城执行小组
中共代表宋任穷

### 保定小组
共方代表柴军武上校。

### 黄河小组
中共代表管大同

## 结束
1946年7月，内战全面爆发，8月马歇尔不得不宣布调停失败，“三人委员会”、“军调部”也都随之逐步解散。全面内战爆发后，参加各地军调部执行小组的中共代表相继撤回。1946年11月15日国民大会召开，中共周恩来认为这标志着彻底堵死国共和谈停战，马歇尔出任美国国务卿，发表声明宣布美方退出军事调处执行部。 1947年1月29日，美国正式宣布“终止其对三人小组和军调部之关系”，命令美方人员尽速撤退。1月30日，国民政府宣布，解散军事三人小组和北平军调部。

## 資料來源
1. ↑  . vmi.contentdm.oclc.org.   [2021-10-10]. （原始内容存档于2021-10-10） （英语）.
2. ↑  “湖北重要革命遗址——宣化店谈判旧址”，来源：湖北党史网，2017/06/29
3. ↑  任士舜：《周恩来同志指挥我们战斗》，来源：湖北党史网，发布日期：2015-02-06 []